# Eduard Pap
Eduard Pap (Zsombolya, 1994. július 1. –) román labdarúgó, az élvonalbeli Csíkszereda kapusa.

## Sikerei, díjai
ACS Poli Timișoara
- Liga II bajnok: 2014–15

Luceafărul Oradea
- Liga III bajnok: 2015–16

Oțelul Galați
- Román kupa-döntős: 2023–24